# Mirela Holy
Mirela Holy (née le 15 décembre 1971 à Zagreb) est une femme politique croate appartenant jusqu'en 2016 au parti Développement durable croate (ORaH), qu'elle a elle-même fondé en 2013.

## Biographie
Elle a étudié la philosophie à l'université de Zagreb et a obtenu son doctorat en humanités en 2005. 

## Carrière politique
Du 23 décembre 2011 au 13 juin 2012, elle est ministre de la Protection environnementale et de la Nature du gouvernement Milanović. 
En 2013, elle quitte le Parti social-démocrate de Croatie dont elle désapprouve la ligne écologique, et fonde alors ORaH. 
Le 25 mai 2014, tête de liste du parti, elle remporte un siège de député européen, qu'elle laisse aussitôt au second de liste Davor Škrlec. Elle défend les droits des LGBT.
Elle quitte le parti pour raison personnelle.